# 麥克林托克角
77°33′S 163°40′E / 77.550°S 163.667°E
麥克林托克角（英語：McClintock Point），是南極洲的海岬，位於維多利亞地的斯科特海岸，處於探險者灣入口處北面，在1997年由美國南極名稱諮詢委員命名，現時由南極條約體系管理。